# Myles Pollard
Myles Pollard (ur. 4 listopada 1972 w Perth) – australijski aktor.

## Dzieciństwo i kariera
Pollard urodził i wychowywał się w Perth. Po ukończeniu nauki wyjechał do Sydney, gdzie grał w m.in. w teatrze oraz występował w niewielkich rolach w kilku serialach, m.in. w Szczurach wodnych. W 1998 r. ukończył szkołę NIDA. Największą popularność przyniosła mu rola Nicka Ryana w serialu Córki McLeoda, gdzie grał w latach 2001-2006. Wystąpił także w filmie X-Men Geneza: Wolverine (2009).
Jego partnerką jest Brigitta Wuthe, z którą ożenił się w 2006 roku. Para ma też dziecko – Ronin Wilson (ur. 14 października 2007).

## Filmografia
- 1997: The Tower jako Gilbert
- 1999: Cena życia jako Robert Ford (gościnnie)
- 1999: Szczury wodne jako Robert Haig (gościnnie)
- 1999: Wildside jako Roger Parnesi
- 2001: Niepokonany jako Paul Beck
- 2001-2006: Córki McLeoda jako Nick Ryan
- 2007: Zatoka serc jako Dane Jordans (gościnnie)
- 2008: Four jako Vincent
- 2008: Chata pełna Rafterów jako Paul
- 2008: Double Trouble jako Henry
- 2009: X-Men Geneza: Wolverine jako drwal
- 2009: Underbelly jako detektyw Phil De la Salle
- 2009: East West 101 jako John Woodhouse